# ダルベルギア・レトゥサ
ダルベルギア・レトゥサ（Dalbergia retusa Hemsl.）とは、中米原産のツルサイカチ属の植物の一つである。同属の D. granadillo Pittier とともにココボロ材（cocobolo）という木材が得られる（参照: #利用）。ダルベルギア・ニグラ（D. nigra、通称: ブラジリアンローズウッド、附属書Iに記載）を除くツルサイカチ属の種全体が2017年10月4日から有効となっているワシントン条約附属書IIに記載されているため、ダルベルギア・レトゥサに関しても附属書IIが適用される。ダルベルギア・レトゥサはニカラグアローズウッド（英語: Nicaragua rosewood）や granadillo とも呼ばれる。

## 分類
命名者の異なる Dalbergia retusa Baill. は D. pervillei Vatke という種のシノニム扱いであり、これは本種とは分類学的に別種である。

## 分布
中央アメリカ（具体的にはエルサルバドル、グアテマラ、コスタリカ、ニカラグア、パナマ、ベリーズ、ホンジュラス、メキシコ）やコロンビアに自生する。この高木は中規模で乾燥地に生育し、樹高20-30メートル、胸高直径1メートルに生長する。

## 特徴
幹は直立して高くなることもあるが、不規則で根本近くで分枝することの方が多い。円柱状の樹形となる。
樹皮は褐色で、縦に裂け目ができることがある。
葉は奇数羽状複葉で、通常は対生かほぼ対生の小葉11-13枚を伴い、下面が明るい黄緑色か白っぽく、円形で先端には小さな刻み目が見られる。
花は白く、蝶形花を1月から3月にかけて開く。
果実は平たく、翼状の莢には輪郭のはっきりした1-3個の種子が含まれる。

### 紛らわしい植物との見分け方
同じマメ科アコスミウム属（Acosmium）の植物も小葉それぞれに小さな刻み目が見られることもあり大変紛らわしいが、アコスミウム属の植物の小葉はそれほど下面が白くなく、通常は葉軸に沿って互生となる。またアンディラ属（Andira）の植物もダルベルギア・レトゥサと類似しているものの、刻み目がない対生の小葉が見られる。ほかにDiphysa属 (en) 、Diplotropis属 (en) 、Platypodium属 (en) 、ヴァタイレア属（Vatairea）といったマメ科植物もいささか似通った葉を持つ。

## 利用
ダルベルギア・レトゥサや同じツルサイカチ属の Dalbergia granadillo Pittier からはココボロ材という木材が得られ、楽器材やナイフの柄、象嵌細工やろくろ加工品などに用いられるが、加工の際に出る木屑で肌が橙色に染まったり、かゆみを伴う炎症を起こす恐れがある。

## 保全状況
CRITICALLY ENDANGERED (IUCN Red List Ver. 3.1 (2001))
ダルベルギア・レトゥサは材木としての伐採が盛んに行われ、以前は広く見られていた地域でも完全に枯渇してしまっているという状況が特にコスタリカにおいては顕著である。生育地では400年にわたって伐採が行われ、牧畜や土地を焼き払う活動が原因となって個体数が減少し続けている。